# 1327 هـ
1327 هـ هي سنة في التقويم الهجري امتدت مقابلةً في التقويم الميلادي بين سنتي 1909 و1910.

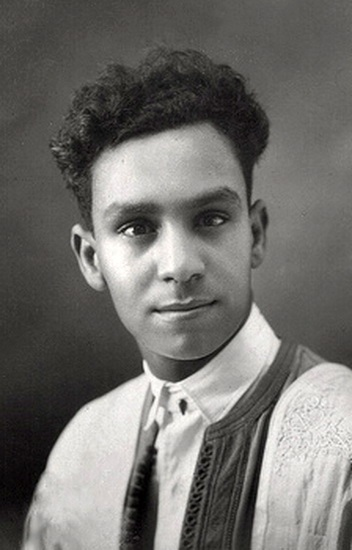
أبو القاسم الشابي

## أحداث
- تولى سليم البشري مشيخة الجامع الأزهر.
- إضاءة المسجد النبوي بالمصابيح الكهربائية.[5]
- بناء جامع النائب بالعراق، من قبل النائب زاده في عهد الدولة العثمانية.[6]
- 28 ذو الحجة - إيقاف صحيفة «القطر المصري» وتعطيلها عن الصدور بعد نشرها مقالاً بعنوان «فلتسقط حكومة الفرد». وقد بدأت هذه الصحيفة في الصدور قبل نحو سنتين من السنة المذكورة، ورأس تحريرها الصحفي والسياسي أحمد حلمي.

## مواليد
- أبو القاسم الشابي
- سعيد الأفغاني
- عبد الزهراء الكعبي
- عبد الله بن زيد آل محمود
- علي الطنطاوي
- محمد الفاضل بن عاشور
- محمود محمد شاكر
- نصر الله المستنبط
- أحمد محمد نعمان
- إبراهيم بن عقيل
- إبراهيم بوخاردت
- إدريس بن الماحي القيطوني
- البدوي الملثم
- الجيلالي الفارسي
- الرحماني المباركفوري
- طلال بن عبد الله بن حسين
- علي حافظ
- مارتن لنكز
- محمد الخامس بن يوسف
- محمد رضا مثبوت
- محمود مهدي الإستانبولي
- يوسف الحكيم

## وفيات
- أحمد الحضراوي
- أدهم باشا
- بوحمارة
- دي خويه
- رضا الطالباني
- عبد الرحمن القطب النواوي
- كارل فلرس
- عبود الطريحي
- 13 ربيع الثاني - أبو الفيض الكتاني، فقيه ومتصوف وشاعر مغربي.